# تصوير هندي
للتصوير الهندي تقليد وتاريخ طويلان للغاية في الفن الهندي. كانت اللوحات الهندية الأولى لوحات مصورة على الصخور من عصور ما قبل التاريخ، كالنقوش التي عثر عليها في أماكن مثل ملاجئ بيمبتكا الصخرية، وعمر بعض اللوحات المصورة على الصخور من العصر الحجري التي عثر عليها بين ملاجئ بيمبتكا الصخرية نحو 10,000 عام.
يمتلئ الأدب (التراث) البوذي في الهند بأمثلةٍ للنصوص التي تصف قصور الجيش والطبقة الأرستقراطية المزخرفة باللوحات المصورة، لكن لوحات كهوف أجانتا هي الأبرز بين تلك اللوحات القليلة الباقية. من المحتمل أن تكون اللوحات الأصغر حجمًا في المخطوطات قد صورت في تلك المرحلة أيضًا. رغم أن أقدم الباقيات منها تعود إلى فترة العصور الوسطى. يمثل التصوير المغولي مزجًا للمنمنمات الفارسية مع التقاليد الهندية القديمة، ومنذ القرن السابع عشر انتشر طرازه في بلاط الإمارات الهندية من جميع الأديان، إذ طورت كل منها أسلوبًا محليًا. صُنعت لوحات الشركة للعملاء البريطانيين تحت الحكم البريطاني للهند، والذي أدخل منذ القرن التاسع عشر المدارس الفنية إلى جانب الاتجاه الغربي، مفضيًا إلى التصوير الهندي الحديث، والذي يعود بشكل متزايد إلى جذوره الهندية.
تقدم اللوحات الهندية تسلسلًا جماليًا يمتد من بدايات الحضارة إلى يومنا هذا. إذ تطور التصوير الهندي على مرّ السنين من كونه ديني الهدف بالأساس في البداية، ليصبح مزيجًا من الثقافات والتقاليد المختلفة.

## شادانغا التصوير الهندي
ترجمت هذه «الفروع الستة» على النحو التالي: 
1. الرُبّابهيدا المعرفة بالمظاهر.
2. البارانام صحة التصور، والقياس، والبناء.
3. البهافا تأثير المشاعر على الأشكال.
4. اللافانيا يوجانام سريان (فيض) النعمة والتمثيل الفني.
5. السادريسيام التطابق.
6. الفارنيكابهانجا الطريقة الفنية لاستخدام الفرشاة والألوان. (طاغور).

يشير التطور اللاحق للبوذيين في التصوير إلى أن الفنانين الهنود قد وضعوا تلك «الفروع الستة» محل التطبيق وهي المبادئ الرئيسية التي أُسس عليها فنهم.

## أنواع الرسم الهندي
يمكن تصنيف اللوحات الهندية بوجه عام إلى جداريات ومنمنمات. الجداريات هي أعمال ضخمة تنفذ على جدران المنشآت الثابتة، ككهوف أجانتا ومعبد كلاشنات. تنفذ المنمنمات على مساحات صغيرة للغاية للكتب أو الألبومات على مواد قابلة للتلف مثل الورق والقماش. كان بنغال إمبراطورية بالا رواد تصوير المنمنمات في الهند. وصل فن تصوير المنمنمات إلى مجده خلال فترة المغول. مضى المصورون من مختلف مدارس راجاستان للتصوير بتقليد تصوير المنمنمات قدمًا مثل بوندي، وكيشانجاره، وجايبور، وماروار، وميوار. تنتمي لوحات راجمالا أيضًا إلى هذه المدرسة، وتصوير الشركة (نسبة إلى شركة الهند الشرقية) الذي أُنتج للعملاء البريطانيين في عهد الحكم البريطاني.
شهد الفن الهندي القديم صعود مدرسة البنغال للفنون في ثلاثينيات القرن العشرين، متبوعة بالعديد من أشكال التجريب في الأساليب الأوروبية والهندية. في أعقاب استقلال الهند، أنشأ فنانون مهمون مثل جاميني روي، وم. ف. حسين، وفرانسيس نيوتن سوزا، وفاسوديو س. جايتوندا العديد من أنواع الفن الجديدة. مع تقدم الاقتصاد خضعت أشكال وأساليب الفن أيضًا للعديد من التغييرات. في التسعينيات، حُرر الاقتصاد الهندي ودُمج في الاقتصاد العالمي ما أدى إلى التدفق الحر للمعلومات الثقافية داخل وخارج البلاد. من بين الفنانين الذين عرضت أعمالهم في مزادات الأسواق العالمية سوبود جوبتا، وأتول دوديا، وديفا جيوتي راي، وبوس كريشنا مشارى، وجيتيش كالات. اختارت بهارتي دايال تناول تصوير ميذيلا التقليدي بأكثر الطرق معاصرة وخلقت أسلوبها الخاص باستعمال خيالها، فتظهر لوحاتها متجددة واستثنائية.

## تاريخ التصوير الهندي

### المرحلة القديمة

#### الفنون الصخرية (الأعمال الإبداعية على الصخور)
أقدم اللوحات الهندية هي فن صخري (أعمال إبداعية على الصخور) في كهوف يبلغ عمرها نحو 10,000 عام، مثل لوحات كهف بيمبيتكا.

#### الجداريات
يبدأ تاريخ الجداريات الهندية في العصور القديمة وأوائل العصور الوسطى، من القرن الثاني قبل الميلاد إلى القرن الثامن - العاشر الميلادي. هناك أكثر من 20 موقعًا معروفًا في جميع أنحاء الهند يحتوي على جداريات من هذه الفترة، وخاصة الكهوف الطبيعية والغرف المنحوتة في الصخور. أعظم إنجازات هذا العصر هي كهوف أجانتا، وباغ، وسيتانا فاسال، وكهف أرامالاي (تاميل نادو)، وملجأ رافان تشايا الصخري، ومعبد كايلا ساناثا في كهوف إلورا.
تُصور جداريات هذه الفترة بشكل أساسي المواضيع الدينية للديانات البوذية، والجاينية، والهندوسية. ولو أن هناك أيضًا مواقع صنعت فيها لوحات لتزيين المنشآت الدنيوية، مثل غرفة المسرح القديمة في كهف جوغيمارا وما يحتمل أن يكون منتجع الصيد الملكي الذي يعود تقريبًا إلى القرن السابع الميلادي مأوى رافان تشايا الصخري.
شهد طراز التصوير الجداري على المساحات الكبيرة الذي هيمن على المشهد ظهور تصاوير المنمنمات خلال القرنين الحادي عشر والثاني عشر. مُثِّل هذا النمط الجديد أولاً على شكل رسوم توضيحية منقوشة (مطبوعة) على مخطوطات أوراق النخيل. وشملت محتويات هذه المخطوطات الأدبيات المتعلقة بالبوذية واليانية. في شرق الهند، كانت المراكز الرئيسية للأنشطة الفنية والفكرية للديانة البوذية هي نالاندا، وأودانتابوري، وفيكرام شيلا، وسومار بورا الواقعة في مملكة بالا (البنغال وبيهار).

### الممالك الوسطى ونهاية فترة العصور الوسطى (230 قبل الميلاد - 1526 ميلادي)
اللوحات الأولى الباقية من اللوحات الهندية القابلة للحمل كلها منمنمات من المخطوطات (الغالبية العظمى منها) أو الأشياء المزخرف عليها مثل الصناديق. رغم الأدلة الجديرة بالاعتبار على وجود لوحات أكبر على القماش (عرفت باسم الباتا)، تشرح النصوص الباقية بالفعل كيفية صنعها، ليس هناك أي لوحة هندية مرسومة على القماش معروف أنها باقية من العصور الوسطى إلا بعض اللوحات البوذية التي اعتُبرت تبتية.

#### التصوير في شرق الهند
نشأ تصوير المنمنمات في القرن العاشر شرق الهند. رُسمت تلك المنمنمات التي تصوّر الإلهيات البوذية ومشاهد من حياة بوذا على صفحات (أبعادها نحو 2.25 في 3 بوصات) مخطوطات أوراق النخيل وأغلفتها الخشبية أيضًا. تتضمن أشهر المخطوطات البوذية ذات الرسوم التوضيحية نصوص الأستاساهاسريكا براغناباراميتا، والبانتشاراكسا، والكاراندافيوها، والكالاتشاكرا تانترا. عُثر على أقدم المنمنمات في مخطوط الأستاساهاسريكا براجناباراميتا مؤرخة في العام السادس لحكم ماهيبالا (نحو 993)، وهي حاليًا من مقتنيات الجمعية الآسيوية، كولكاتا. اختفى هذا النمط من الهند في أواخر القرن الثاني عشر.

##### التأثيرات في الفنون الأجنبية
يمكن رؤية تأثير لوحات شرق الهند في العديد من المعابد البوذية في باغان، ميانمار ولا سيما معبد أبيادانا الذي سُمي على اسم زوجة ملك ميانمار، التي لها (هي نفسها) جذور هندية ومعبد غوبياوكجي. يمكن أيضًا ملاحظة تأثيرات لوحات شرق الهند بوضوح في لوحات ثانغكا التبتية.

## معرض الصور

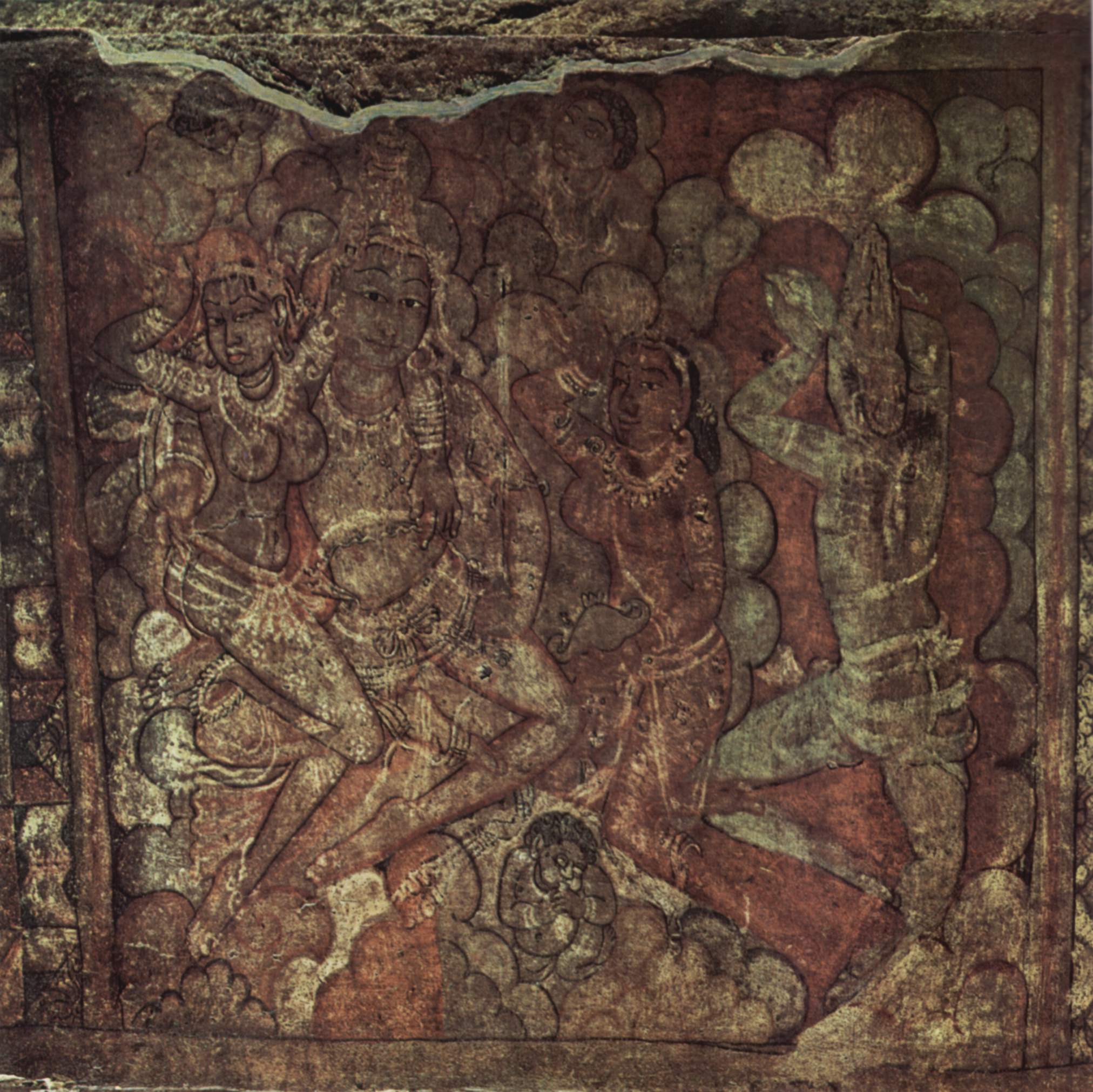
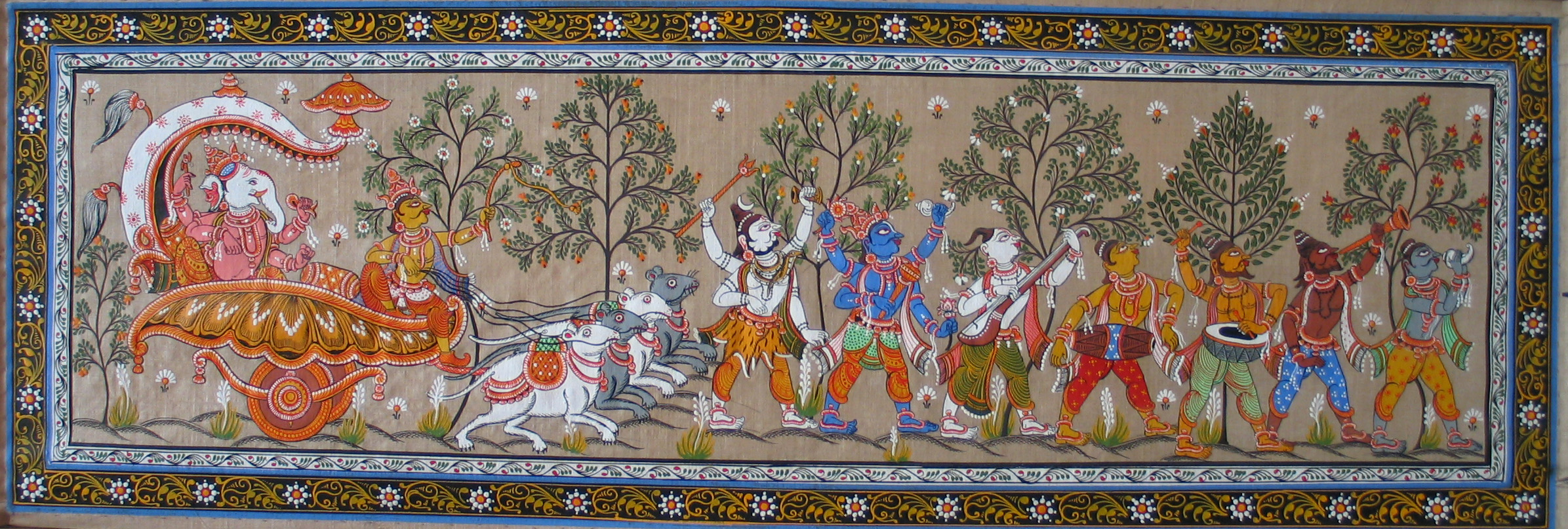
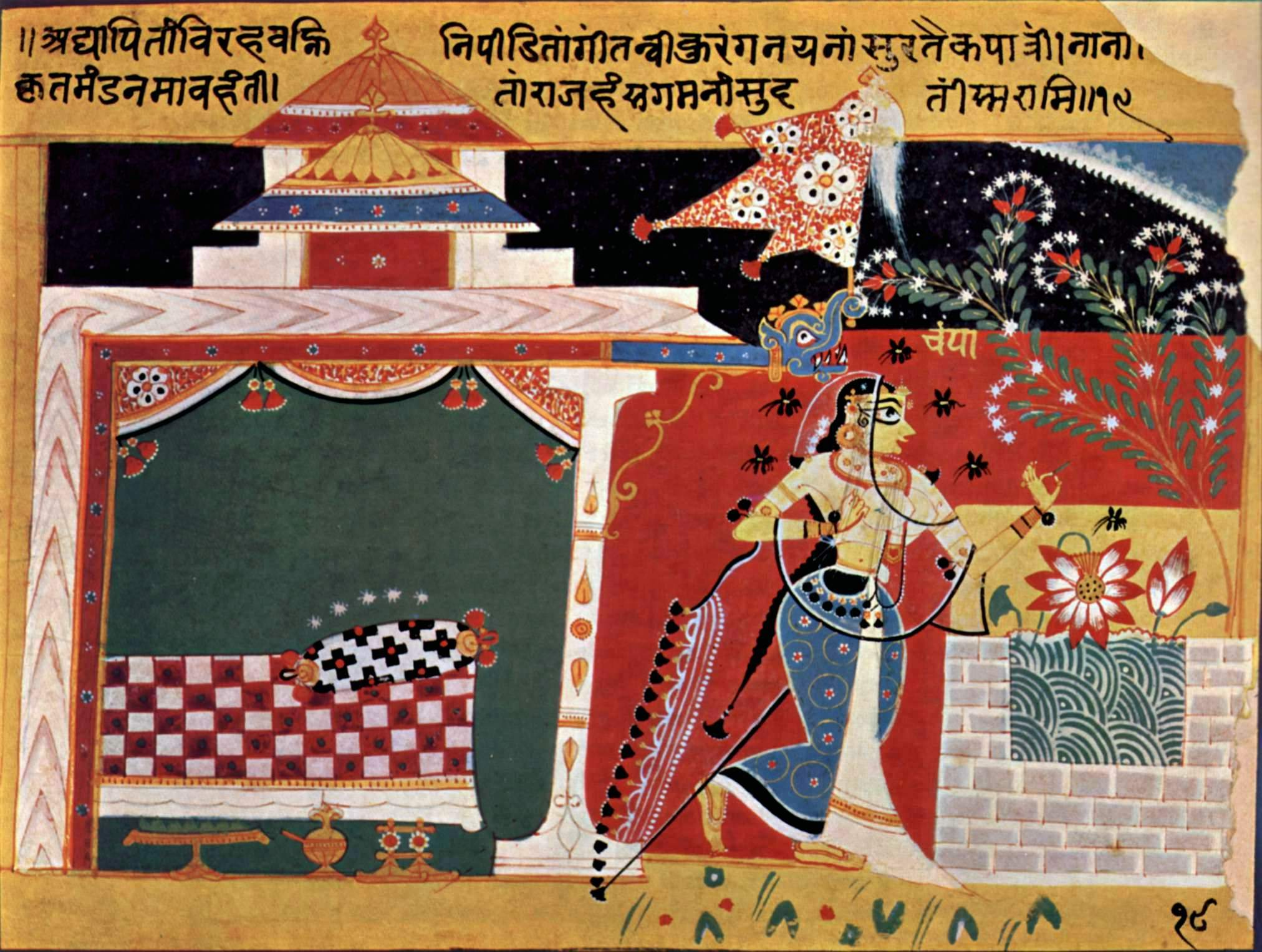
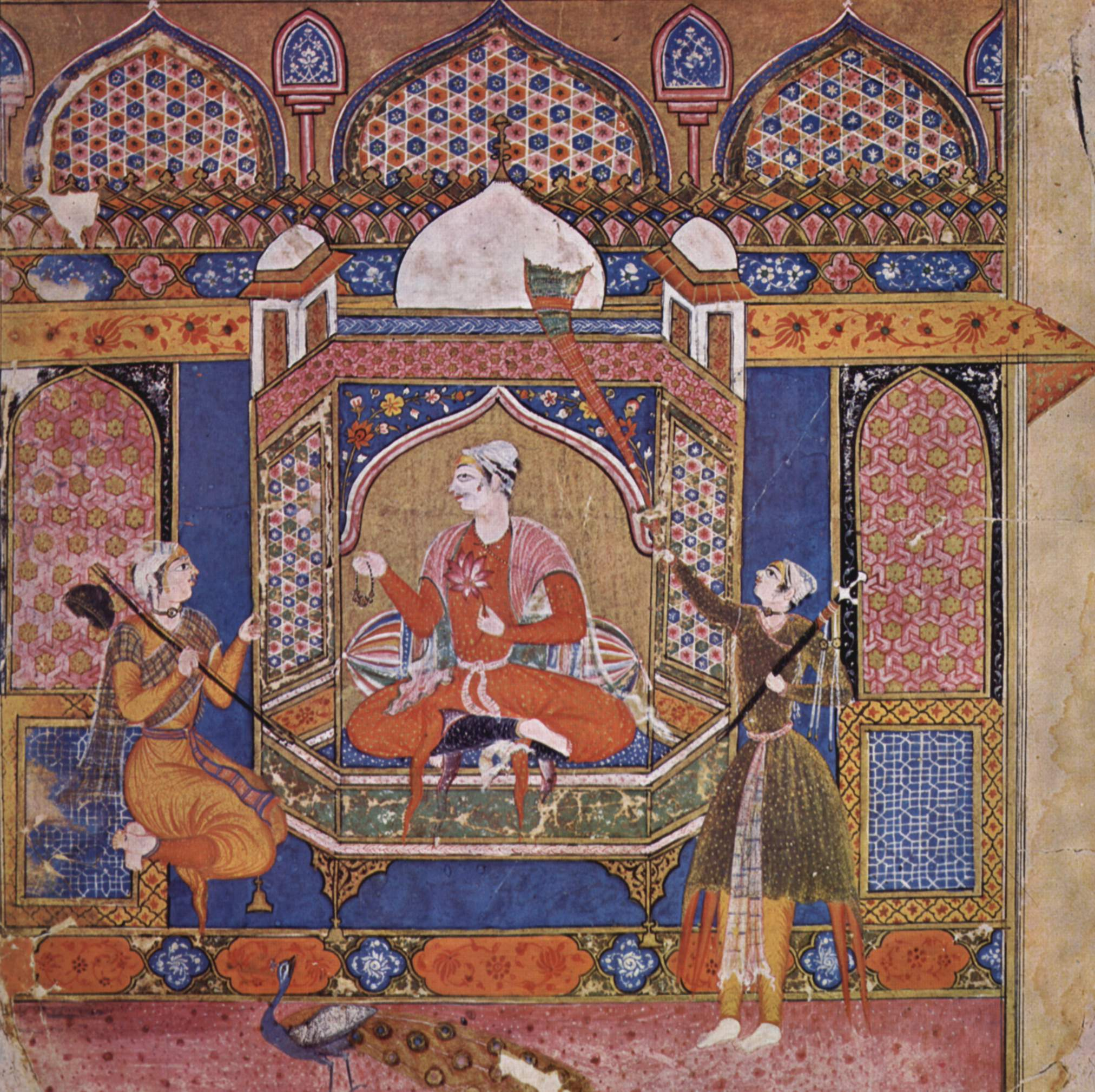
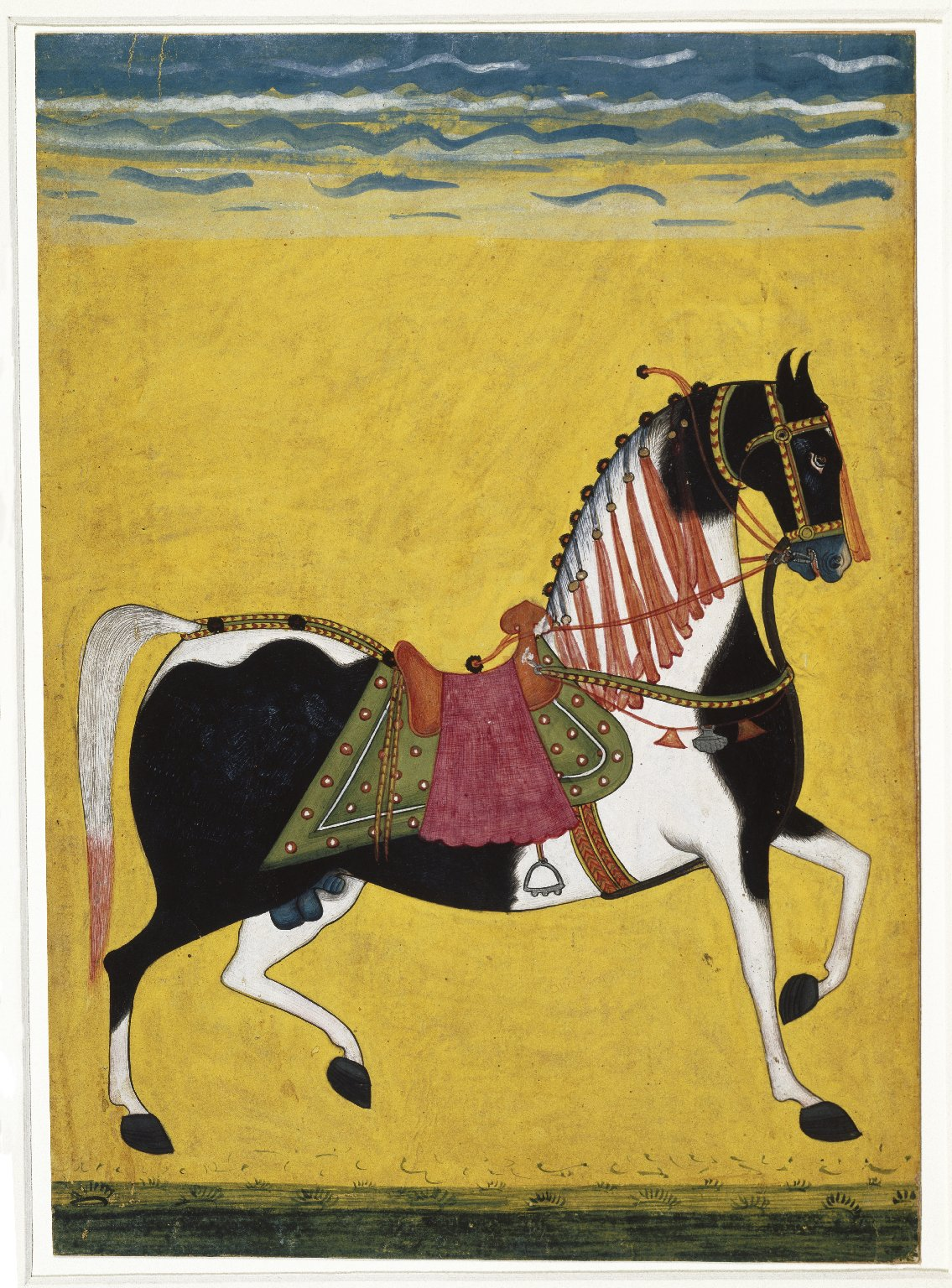